# Willy Favre
Willy Favre (ur. 24 września 1943 w Les Diablerets, zm. 19 grudnia 1986 tamże) – szwajcarski narciarz alpejski, srebrny medalista igrzysk olimpijskich i mistrzostw świata.

## Kariera
Jego największym sukcesem był srebrny medal w slalomie gigancie wywalczony podczas igrzysk olimpijski w Grenoble w 1968 roku. W zawodach tych wyprzedził go jedynie Francuz Jean-Claude Killy, a trzecie miejsce zajął Austriak Heinrich Messner. W tej samej konkurencji był też między innymi czwarty na rozgrywanych cztery lata wcześniej igrzyskach w Innsbrucku. Walkę o podium przegrał tam z Josefem Stieglerem z Austrii o 0,64 sekundy. Na tych samych igrzyskach Szwajcar był również ósmy w zjeździe i czternasty w slalomie. Igrzyska w Innsbrucku były równocześnie mistrzostwami świata, jednak kombinację rozgrywano tylko w ramach drugiej z tych imprez. W konkurencji tej Favre był czwarty, przegrywając walkę o medal z Billym Kiddem z USA. W międzyczasie wystąpił na mistrzostwach świata w Portillo w 1966 roku, zajmując piąte miejsce w kombinacji i szóste w gigancie. Najlepsze wyniki w Pucharze Świata osiągnął w sezonie 1966/1967, kiedy to zajął 20. miejsce w klasyfikacji generalnej, a w klasyfikacji giganta był dziewiąty. W zawodach tego cyklu jeden raz stanął na podium, 9 stycznia 1967 roku w Adelboden zajmując drugie miejsce w gigancie. W tym samym roku został mistrzem Szwajcarii w kombinacji. Zwyciężył także w gigancie w zawodach Critérium de la première neige w Val d’Isère w 1963 roku.
Karierę zakończył w 1968 roku. Pracował później w ośrodku narciarskim Les Diablerets oraz jako kierowca ciężarówki. Zmarł nagle w grudniu 1986 roku, w wieku zaledwie 43 lat.

## Osiągnięcia

### Igrzyska olimpijskie
| Miejsce | Dzień       | Rok  | Miejscowość | Konkurencja | Czas biegu  | Strata  | Zwycięzca         |
| ------- | ----------- | ---- | ----------- | ----------- | ----------- | ------- | ----------------- |
| 8.      | 31 stycznia | 1964 | Innsbruck   | Zjazd       | 2:18,16 min | +2,07 s | Egon Zimmermann   |
| 4.      | 2 lutego    | 1964 | Innsbruck   | Gigant      | 1:46,71 min | +1,98 s | François Bonlieu  |
| 14.     | 8 lutego    | 1964 | Innsbruck   | Slalom      | 2:11,13 min | +7,09 s | Josef Stiegler    |
| 2.      | 12 lutego   | 1968 | Grenoble    | Gigant      | 3:29,28 min | +2,22 s | Jean-Claude Killy |
| DNF     | 17 lutego   | 1968 | Grenoble    | Slalom      | 1:39,73 min | -       | Jean-Claude Killy |

### Mistrzostwa świata
| Miejsce | Dzień       | Rok  | Miejscowość | Konkurencja | Czas biegu  | Strata     | Zwycięzca         |
| ------- | ----------- | ---- | ----------- | ----------- | ----------- | ---------- | ----------------- |
| 8.      | 31 stycznia | 1964 | Innsbruck   | Zjazd       | 2:18,16 min | +2,07 s    | Egon Zimmermann   |
| 4.      | 2 lutego    | 1964 | Innsbruck   | Gigant      | 1:46,71 min | +1,98 s    | François Bonlieu  |
| 14.     | 8 lutego    | 1964 | Innsbruck   | Slalom      | 2:11,13 min | +7,09 s    | Josef Stiegler    |
| 4.      | 8 lutego    | 1964 | Innsbruck   | Kombinacja  | 33,99 pkt   | +14,83 pkt | Ludwig Leitner    |
| 6.      | 10 sierpnia | 1966 | Portillo    | Gigant      | 3:19,42 min | +3,60 s    | Guy Périllat      |
| 5.      | 14 sierpnia | 1966 | Portillo    | Kombinacja  | 20,92 pkt   | +48,69 pkt | Jean-Claude Killy |
| 2.      | 12 lutego   | 1968 | Grenoble    | Gigant      | 3:29,28 min | +2,22 s    | Jean-Claude Killy |
| DNF     | 17 lutego   | 1968 | Grenoble    | Slalom      | 1:39,73 min | -          | Jean-Claude Killy |

### Puchar Świata

#### Miejsca w klasyfikacji generalnej
- sezon 1966/1967: 20.
- sezon 1967/1968: 22.

#### Miejsca na podium
1. Adelboden – 9 stycznia 1967 – 2. miejsce (gigant)